# Ärggrön kragskivling
Ärggrön kragskivling (Stropharia aeruginosa) är en svampart som först beskrevs av William Curtis, och fick sitt nu gällande namn av Lucien Quélet 1872. Ärggrön kragskivling ingår i släktet kragskivlingar och familjen Strophariaceae.  Arten är reproducerande i Sverige. Inga underarter finns listade i Catalogue of Life.

## Källor

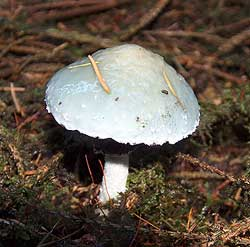
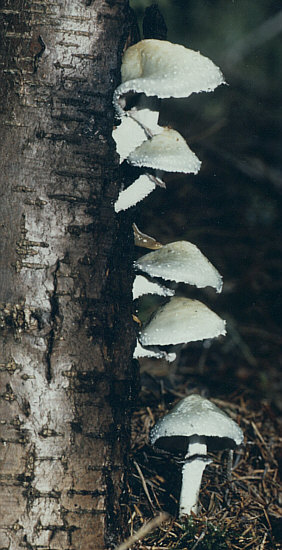
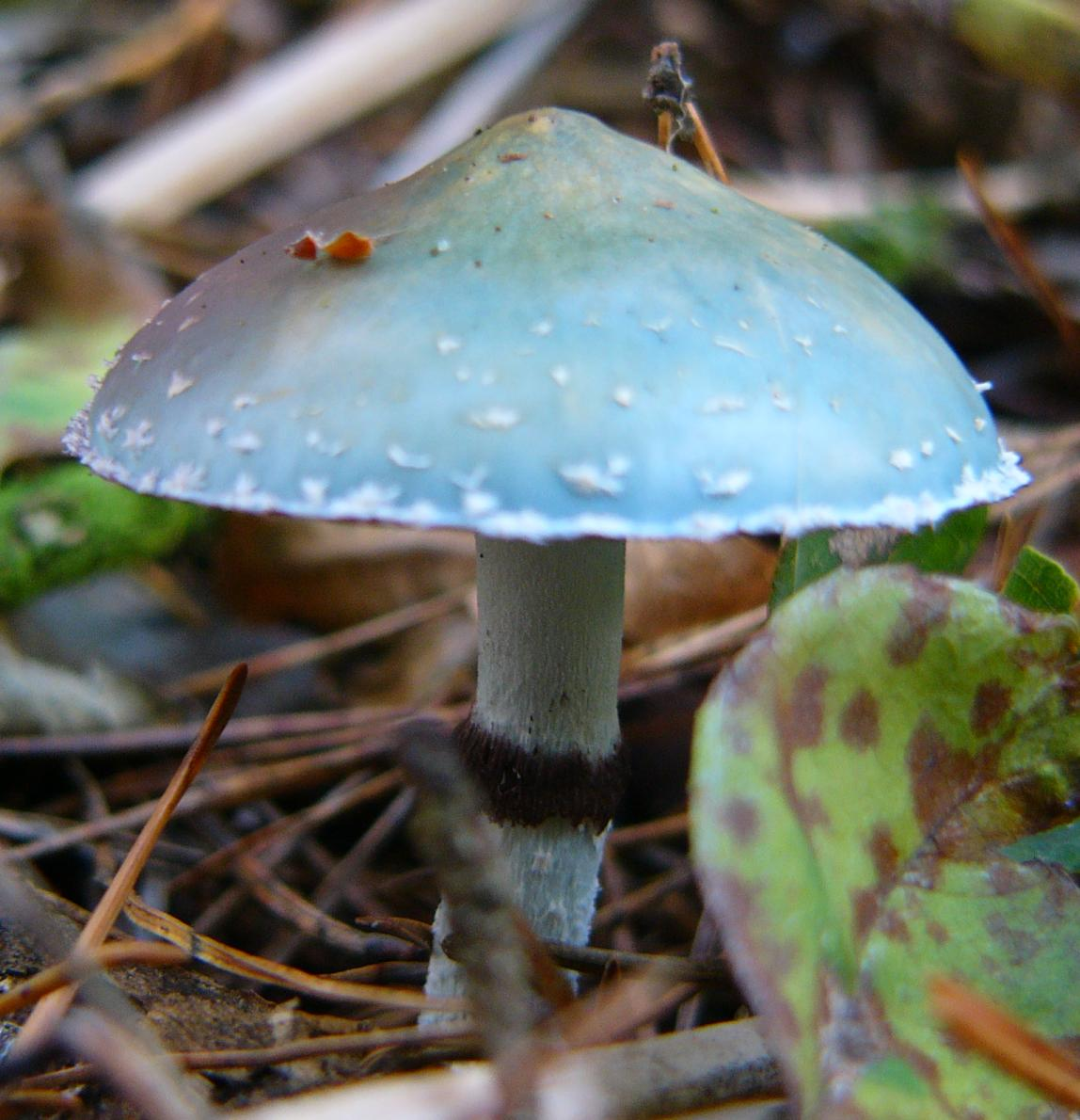
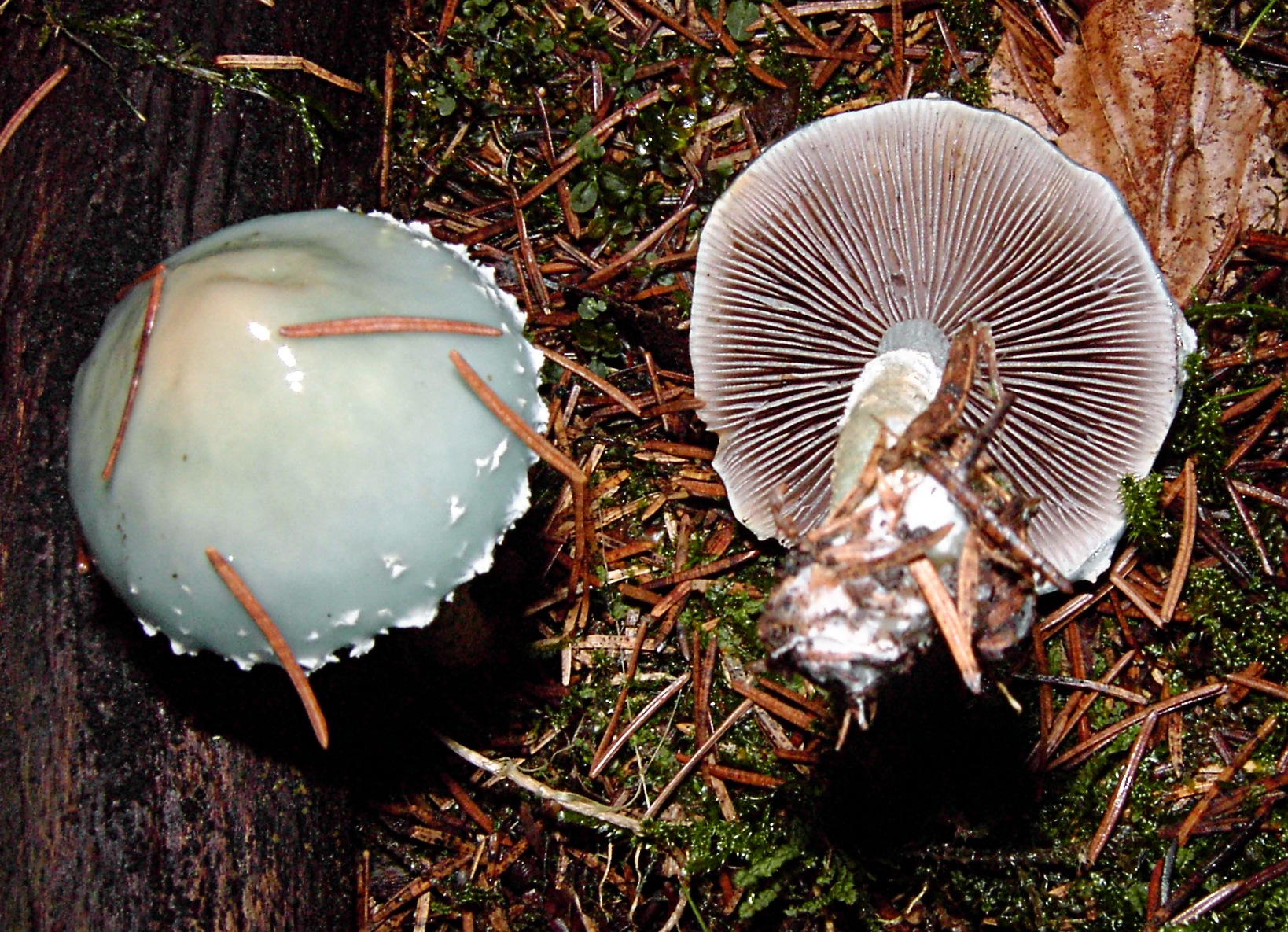